# 峨眉风轮菜
峨眉风轮菜（学名：Clinopodium omeiense）为唇形科风轮菜属下的一个种。

## 扩展阅读
- 維基物種上的相關：峨眉风轮菜